# Bolitophila modesta
Bolitophila modesta är en tvåvingeart som beskrevs av Lackschiewitz 1937. Bolitophila modesta ingår i släktet Bolitophila och familjen smalbensmyggor. Arten är reproducerande i Sverige. Inga underarter finns listade i Catalogue of Life.